# Ktésifón

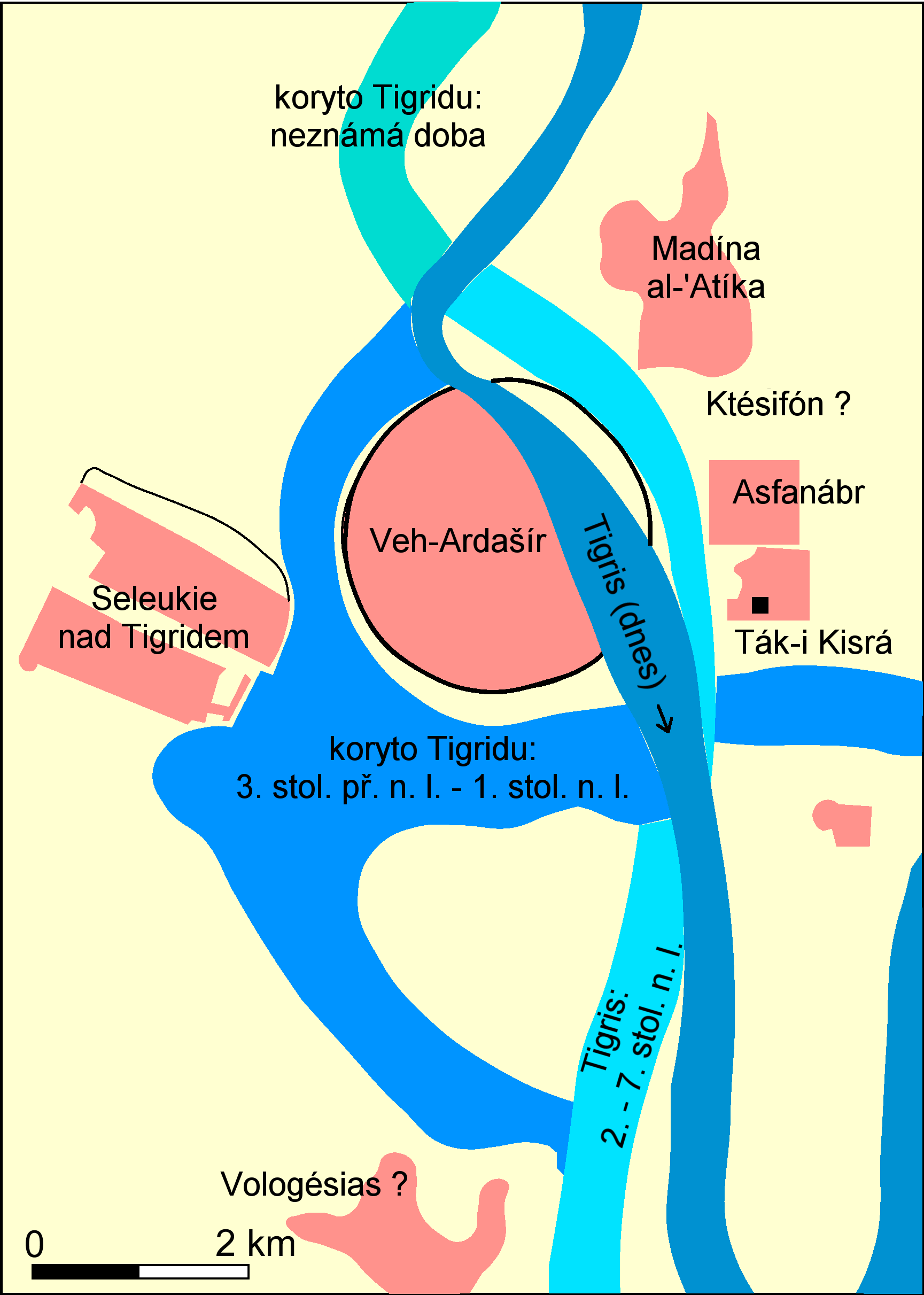
Archeologická oblast starověkého Ktésifóntu

Ktésifón (arabsky spolu s protilehlou Seleukií nad Tigridem al-Madá’in = města, persky Tisfún nebo Veh-Ardašír) je název starověkého města na levém břehu Tigridu, asi 30 km jihovýchodně od dnešního Bagdádu (Irák). V dobách Parthů a Sásánovců byl Ktésifón metropolí parthské a perské říše a administrativním centrem Předního východu.

## Dějiny

### Parthské období
Počátky města jsou nejasné. Většinou se soudí, že ho založili Seleukovci někdy v průběhu 3. století př. n. l., existují však i názory, že šlo původně o vojenský tábor Parthů, zřízený v 2. století př. n. l. naproti starší Seleukii nad Tigridem. Parthští králové prý nechtěli provokovat Seleukijské tím, že by se usadili přímo v jejich obci, a raději si postavili sídlo na protilehlém břehu Tigridu, kde měli dost volného místa. Tento výklad alespoň podává antický spisovatel Strabón (64 př. n. l. – 19 n. l.) v 16. knize své Geografie.
Koncem 2. století př. n. l. již dvojměstí Ktésifón-Seleukie v každém případě existovalo a jeho ktésifóntská složka byla po řadu let zřejmě neopevněna – ještě Strabón ji totiž označuje za „velkou vesnici“. Králové si oblast oblíbili kvůli mírnému klimatu, na léto však odjížděli buď do Ektaban v Médii, nebo do parthského Hekatompylu, „města sta bran“.
Od druhé poloviny 1. století př. n. l. hrál Ktésifón v parthském státě stále významnější roli a záhy přestal být pouhou zimní rezidencí králů, ale skutečným hlavním městem říše. Kdy přesně vzniklo zdejší opevnění, nelze na základě zpráv antických autorů rozhodnout – zdá se však, že to bylo nejpozději v 1. století n. l. Další vývoj Ktésifóntu pak poznamenaly parthsko-římské války ve 2. století a s tím spojené katastrofy – roku 116 dobyl město císař Traianus, roku 165 Lucius Verus a roku 198 Septimius Severus. Reakcí králů byla výstavba silnějšího opevnění.

### Sásánovské období

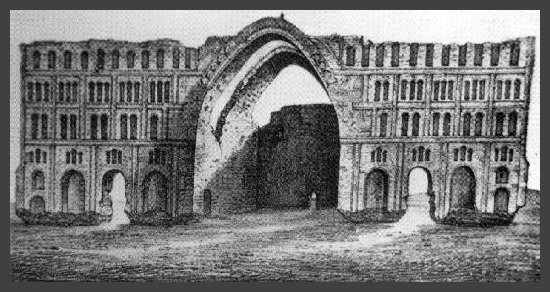
Husravův palác v Ktésifóntu na Hartově kresbě z roku 1824

Pád parthské říše ve dvacátých letech 3. století nic nezměnil na dosavadním statutu Ktésifóntu. Město zůstalo i centrem novoperské říše, ačkoli první Sásánovci pobývali velmi často jinde – Šápúr I. například v nově založeném Gundéšápúru v Susianě. Podle zakladatele dynastie Ardašíra I. byl Ktésifón přejmenován na Veh-Ardašír, tedy „Ardašír je výborný“.
Ze sásánovské epochy se dochovaly mnohem významnější památky než z dřívějších dob. Známý je především Husravův palác z 6. století (arabsky Ták-i Kisrá), jehož fasáda s mohutnými zapuštěnými sloupy stála v intaktní podobě až do povodní v roce 1888. Klenba tamního trůnního sálu byla 35 metrů vysoká a 50 metrů široká – šlo o jedno z nejodvážnějších stavebních řešení své doby. Soudí se, že spolu se Seleukií a dalším okolním osídlením žilo v Ktésifóntu asi půl milionu lidí, své sídlo tu měla i hlava perských křesťanů, katholikos.
Za sásánovských králů již Ktésifón tolik netrpěl pustošivými nepřátelskými vpády. Římané ho při svých výpravách dobyli jen jednou, v roce 283, a jednou se k němu nebezpečně přiblížili (Iulianus roku 363). Ani byzantskému císaři Herakleiovi nebylo v 7. století dopřáno korunovat své vojenské úspěchy dobytím města.

### Zánik
V roce 637 – po prohrané bitvě u Kádisíje – opustil král Jazdkart III. i s dvorem a měšťany Ktésifón a do prázdného města vtáhli Arabové. Za vlády chalífů z rodu Umajjovců zde bylo jedno z šíitských center (vedle Kúfy) a tehdejší muslimský místodržitel Salmán al-Fárisí náležel k předním představitelům arabské gnoze. Ktésifón však postupně upadal, protože centrum říše se přesunulo nejprve do Medíny a pak do Damašku. Konečnou ránu mu zasadilo založení nového hlavního města Bagdádu roku 762.

## Vykopávky
Prostor starověkého města je dosud jen nedostatečně prozkoumán. K prvním významnějším vykopávkám zde došlo až po první světové válce, v letech 1927–1932 (německá expedice) a 1936–1937 (Michiganská univerzita), přičemž zkoumána byla především Seleukie, jen omezeně Ktésifón. V letech 1964–1989 pracovala v rozsáhlém poli zřícenin italská expedice z Turínské univerzity, která odkryla mj. jiné zbytky budovy, jež pravděpodobně sloužila v seleukovské době jako archiv. Budova zanikla kolem roku 150 př. n. l., což se časově shoduje s dobou, kdy Mezopotámii dobyli Parthové. Také Italové soustředili svou pozornost zejména na Seleukii nad Tigridem.
Samotný Ktésifón dosud čeká na důkladný výzkum, který jedině může stanovit jeho rozlohu a bližší charakteristiky. Je zčásti i dnes sporné, co vlastně za ruiny Ktésifóntu považovat, zda okrouhlé městiště s hradbami bezprostředně vedle Seleukie nebo prostor dále na severovýchod, zvaný Madína al-’Atíka. Většinou se soudí, že okrouhlé městiště pochází ze sásánovské doby a je totožné s městem Veh-Ardašír, zatímco lokalizace parthského města je nejistá. Situaci ztěžuje fakt, že Tigris v minulosti často změnil koryto, takže dnes teče přímo přes oblast někdejšího města.